# 坂部駅
坂部駅（さかべえき）は、愛知県知多郡阿久比町大字卯坂にある名古屋鉄道河和線の駅。駅番号はKC07。

## 歴史
かつては急行停車駅であったが、阿久比町の新たな中心駅として阿久比駅が開業すると普通停車駅に降格した。その後も一部急行が停車していたが2011年3月26日の改正で特別停車も消滅した。

### 年表
- 1931年（昭和6年）4月1日 - 知多鉄道の駅として開業。
- 1943年（昭和18年）2月1日 - 知多鉄道が名古屋鉄道に合併。
- 1964年（昭和39年）4月5日 - 駅舎新築[2]。
- 1983年（昭和58年）7月21日 - 阿久比駅が開業し普通停車駅に降格[3]。
- 2007年（平成19年）
  - 1月30日 - 駅集中管理システム導入。無人化[4]。
  - 2月14日 - 共通SFカードシステムトランパス導入。
- 2011年（平成23年）2月11日 - ICカード乗車券「manaca」供用開始。
- 2012年（平成24年）2月29日 - トランパス供用終了。

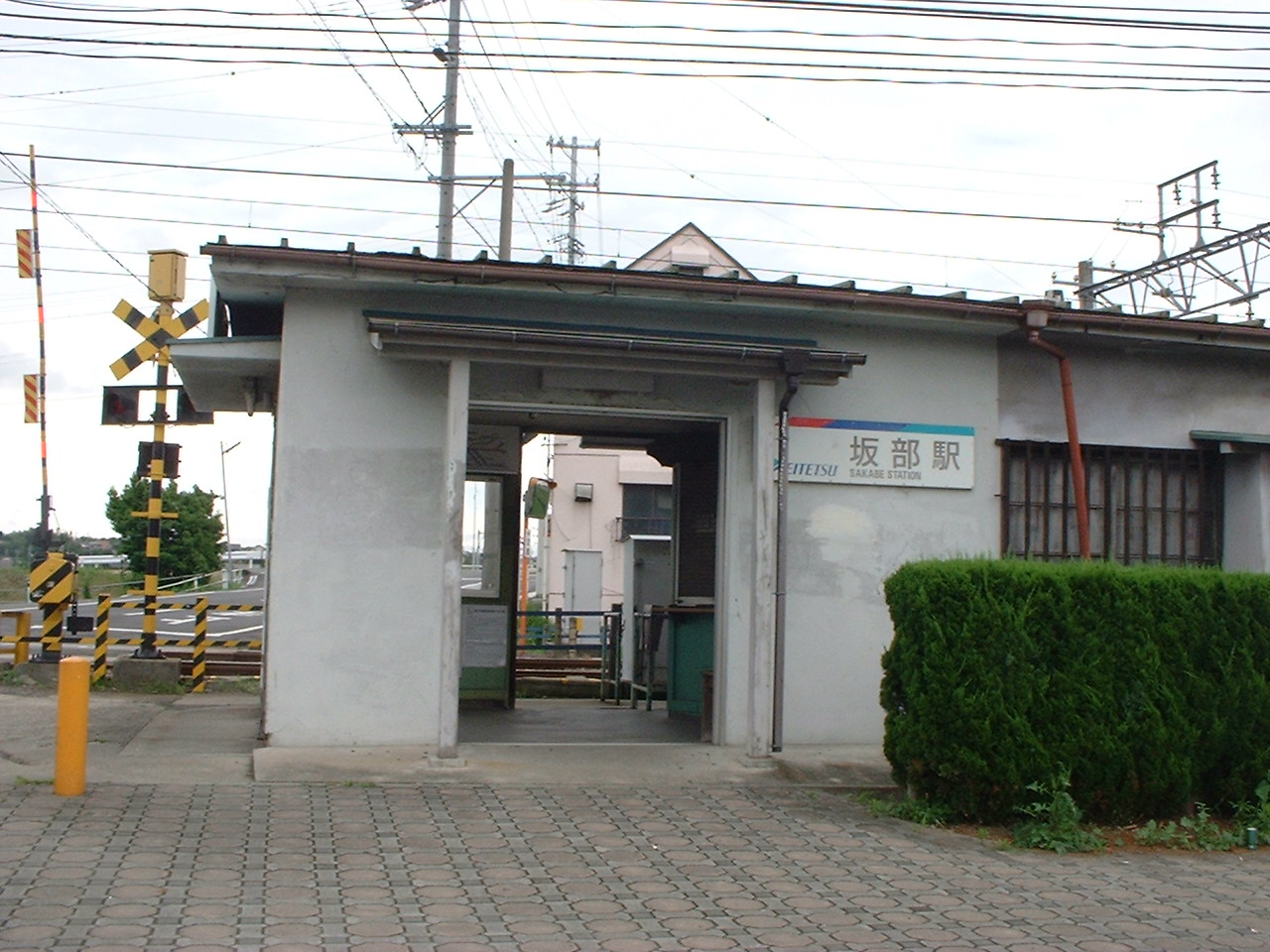
旧駅舎

## 駅構造
6両編成対応の相対式2面2線ホームを有する地上駅。駅舎もあり一部時間帯に駅員が配備されていたが、駅集中管理システムの導入により無人駅となった。これにより旧駅舎は解体され、改札機設置用の駅舎が上下線に建てられ、互いのホームを結ぶ構内踏切が廃止された。ホームへはスロープが整備されている。

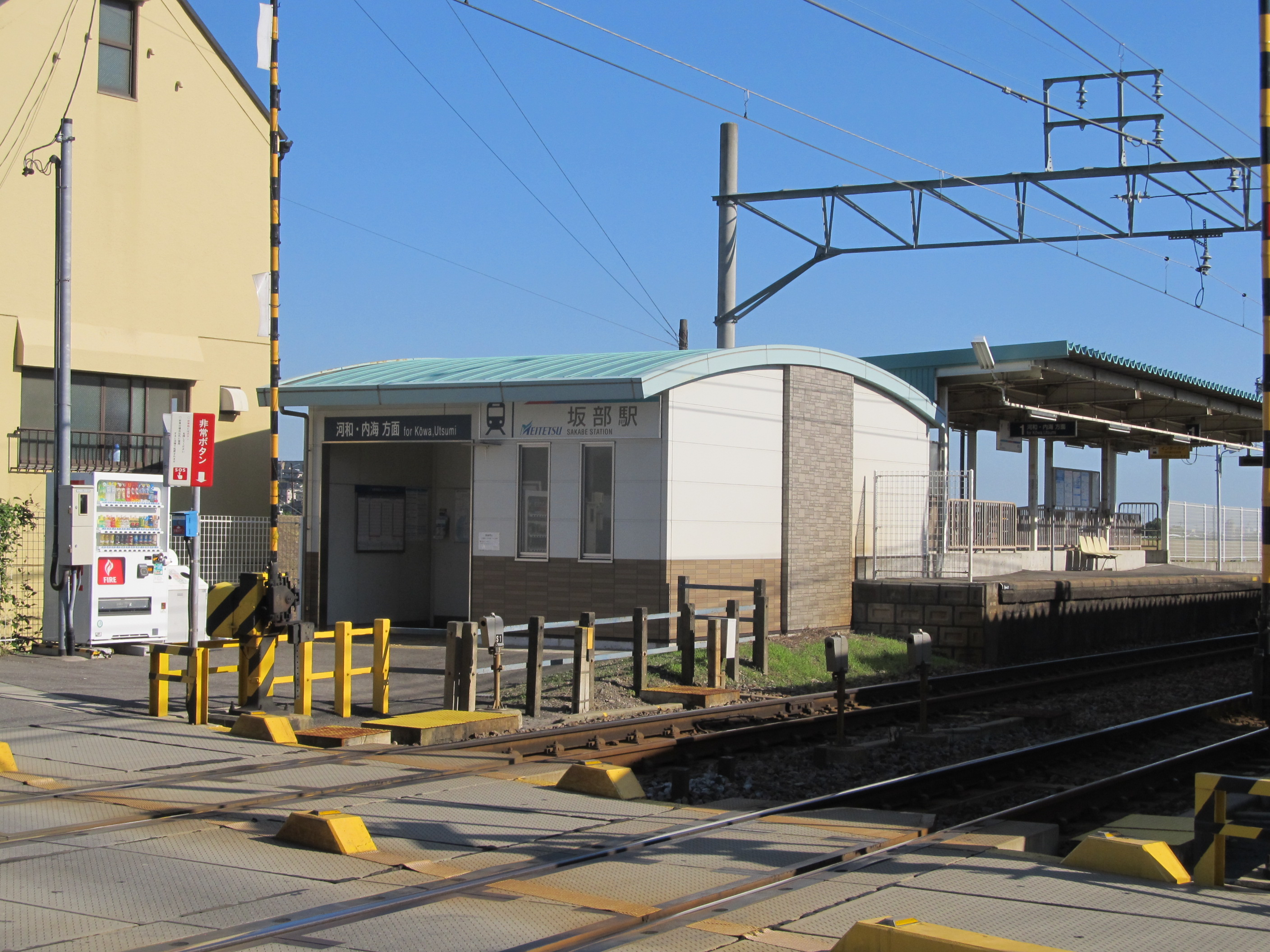
知多半田方面駅舎
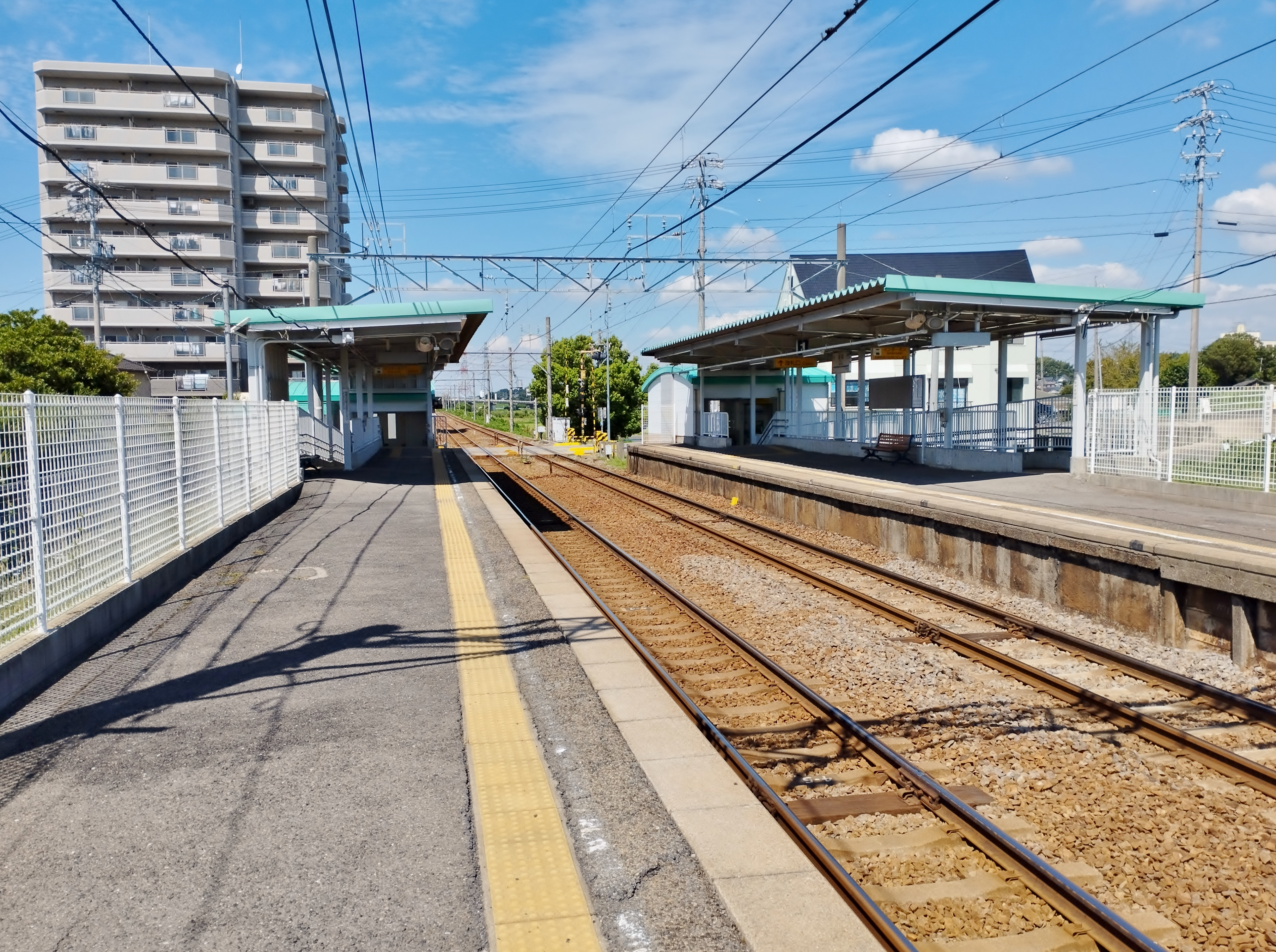
ホーム
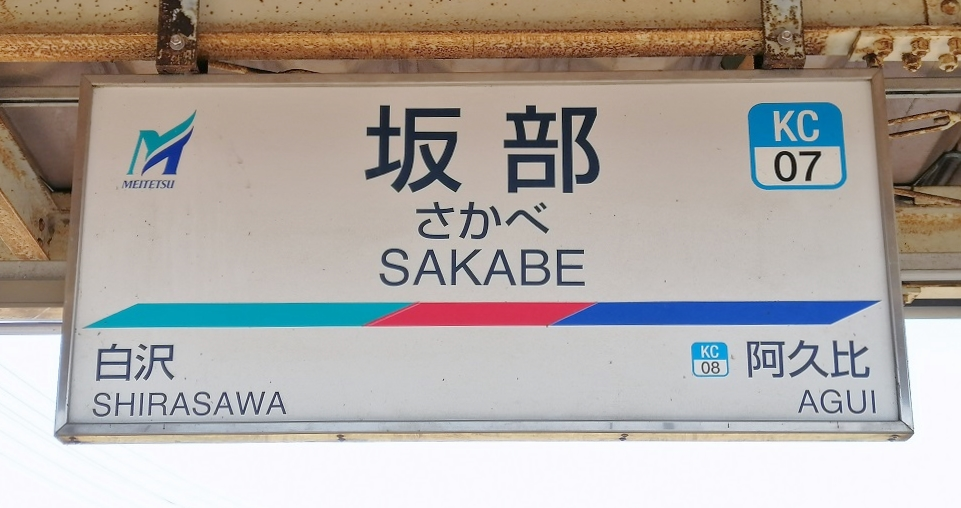
駅名標

### のりば
| 番線 | 路線      | 方向 | 行先                         |
| ---- | --------- | ---- | ---------------------------- |
| 1    | KC 河和線 | 下り | 河和・内海方面               |
| 2    | KC 河和線 | 上り | 太田川・金山・名鉄名古屋方面 |

### 配線図
| ← 太田川・ 名古屋方面 | 坂部駅 構内配線略図 | → 知多半田・ 河和方面 |
| 凡例 出典:            |                     |                       |

## 利用状況
- 「移動等円滑化取組報告書」によれば、2021年度の1日平均乗降人員は519人である[1]。
- 『名鉄120年：近20年のあゆみ』によると2013年度当時の1日平均乗降人員は592人であり、この値は名鉄全駅（275駅）中252位、河和線・知多新線（24駅）中20位であった[7]。
- 『名古屋鉄道百年史』によると1992年度当時の1日平均乗降人員は1,712人であり、この値は岐阜市内線均一運賃区間内各駅（岐阜市内線・田神線・美濃町線徹明町駅 - 琴塚駅間）を除く名鉄全駅（342駅）中184位、河和線・知多新線（26駅）中16位であった[8]。
- 「知多半島の統計」によると、当駅の各年度の1日平均乗車人員は以下の通りである[9]。

| 年度               | 1日平均 乗車人員 |
| ------------------ | ---------------- |
| 2010年（平成22年） | 324              |
| 2011年（平成23年） | 329              |
| 2012年（平成24年） | 326              |
| 2013年（平成25年） | 301              |
| 2014年（平成26年） | 288              |
| 2015年（平成27年） | 292              |
| 2016年（平成28年） | 307              |
| 2017年（平成29年） | 316              |
| 2018年（平成30年） | 330              |
| 2019年（令和元年） | 313              |
| 2020年（令和02年） | 249              |
| 2021年（令和03年） | 268              |

阿久比駅が開業する前はこの駅が町内唯一の急行停車駅であり、利用客もそれなりにいたが開業後は大きく減少している。

## 駅周辺

### 主な施設
- 阿久比町立図書館
- 阿久比町立英比小学校
- 阿久比坂部郵便局
- 坂部城跡

### バス路線
- 阿久比町循環バスブルーライン「坂部駅前」停留所

## 隣の駅
名古屋鉄道
KC 河和線
■特急･□快速急行・■急行・■準急
通過
■普通
白沢駅 (KC06) - 坂部駅 (KC07) - 阿久比駅 (KC08)